# 高橋多賀二
高橋 多賀二（たかはし たがし、1889年（明治22年）1月1日 - 1964年（昭和39年）2月17日）は、日本の陸軍軍人。最終階級は陸軍中将。

## 経歴
岡山県出身。1910年（明治43年）5月、陸軍士官学校（22期）を卒業。同年12月、歩兵少尉に任官し歩兵第39連隊付となる。1923年（大正12年）11月、陸軍大学校（35期）を卒業した。
1934年（昭和9年）8月、陸軍歩兵学校教官に就任し、1935年（昭和10年）3月、歩兵大佐に昇進。同年8月、歩兵第76連隊長に就任。1937年（昭和12年）8月、第2師団参謀長に異動。1938年（昭和13年）7月、陸軍少将に進級し歩兵第40旅団長に発令され日中戦争に出征。1940年（昭和15年）8月、樺太混成旅団に転じた。
1941年（昭和16年）3月、陸軍中将に進んだ。同年12月、第3師団長に親補され中国戦線に出征。江南殲滅作戦、常徳殲滅作戦などに参戦した。1943年（昭和18年）3月、参謀本部付となり、同年5月、予備役に編入された。1944年（昭和19年）4月、召集を受け留守第30師団長に任じられた。
1947年（昭和22年）11月28日、公職追放仮指定を受けた。

## 栄典
位階
- 1911年（明治44年）3月10日 - 正八位[7]
- 1914年（大正3年）2月10日 - 従七位[8]
- 1919年（大正8年）3月20日 - 正七位[9]

勲章等
- 1939年（昭和14年）11月13日 - 勲二等瑞宝章[10]
- 1940年（昭和15年）8月15日 - 紀元二千六百年祝典記念章[11]